# José Ensch
José Ensch est une poétesse luxembourgeoise de langue française née le 7 octobre 1942 à Luxembourg et morte dans la même ville le 4 février 2008.

## Biographie et carrière
Née à Luxembourg, José Ensch fit ses études de lettres à Bonn, Nancy et Paris, puis choisit de se consacrer à la langue et à la littérature française. Elle devint professeur de littérature française au Lycée de jeunes filles de Luxembourg (rebaptisé Lycée Robert-Schuman en 1972).
Elle présente devant un jury luxembourgeois un mémoire intitulé Gisèle Prassinos, de l'enfant prodige du surréalisme à la romancière d'aujourd'hui. Évolutions, correspondances. Elle publie en 1986 chez l'éditeur québécois Naaman une étude intitulée : À l'écoute de Gisèle Prassinos, une voix grecque.
Elle publie son premier recueil de poèmes L'Arbre en 1984. En 1985 paraît Ailleurs... c'est certain.
Dans les années 1990, paraissent Le profil et les ombres en 1995, puis Dans les cages du vent en 1997 qui reçoit le prix Servais en 1998.